# Bodești (okręg Jassy)
Bodești – wieś w Rumunii, w okręgu Jassy, w gminie Scânteia. W 2011 roku liczyła 410 mieszkańców.